# Terme Vigliatore
Terme Vigliatore – miejscowość i gmina we Włoszech, w regionie Sycylia, w prowincji Mesyna.

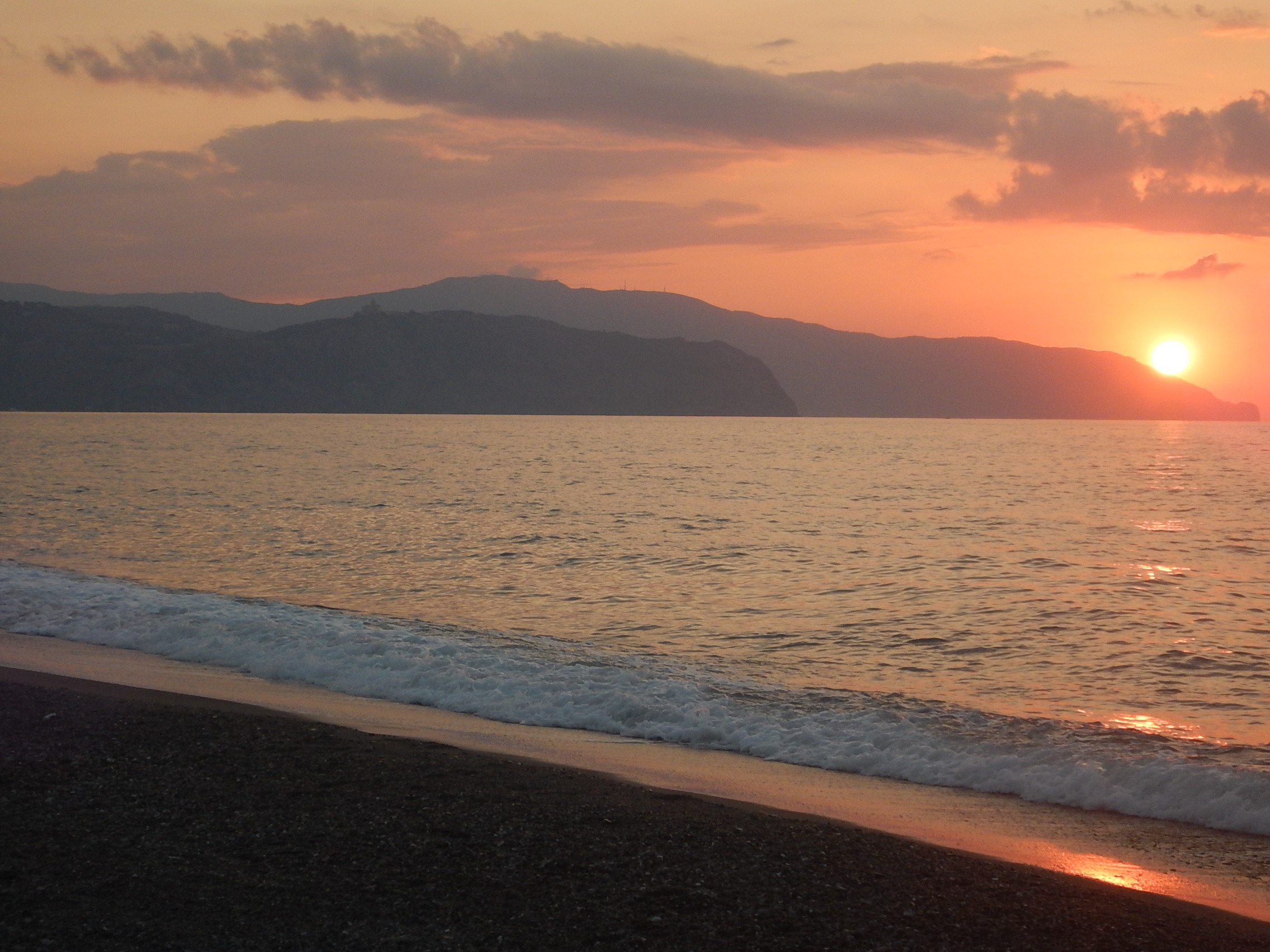
Plaża Terme Vigliatore o zachodzie słońca, widok na cypel Tindaris

Według danych na rok 2004 gminę zamieszkiwało 6438 osób, 495,2 os./km².